# بطريق نطاط الصخور الشمالي
البطريق نطاط الصخور الشمالي، أو بطريق موسِلي نطاط الصخور، أو بطريق موسِلي (الاسم العلمي: Eudyptes moseleyi) هو نوع من البطريق موطنه جنوب المحيط الهندي والمحيط الأطلسي.
أظهرت دراسة نُشرت في عام 2009 أن عدد جمهرات البطاريق نطاطة الصخور الشمالية انخفضت بنسبة %90 منذ الخمسينيات. لهذا السبب، تم تصنيف هذا النوع على أنه مهدد بالانقراض.